# Cryptosula cylindrica
Cryptosula cylindrica är en mossdjursart som beskrevs av Calvet 1931. Cryptosula cylindrica ingår i släktet Cryptosula och familjen Cryptosulidae. Inga underarter finns listade i Catalogue of Life.